# Gymnothorax obesus
Gymnothorax obesus is een murene die voorkomt in de wateren rondom Nieuw-Zeeland en Australië tot diepten van 100 m.
De soort kan een lengte bereiken van zo'n 200 cm.